# Slim (tegnefilmsfigur)
 For alternative betydninger, se Slim (flertydig). (Se også artikler, som begynder med Slim)
Slim er en fiktiv figur, en ung sofaligger på 24 som optræder i tegneserien Slim Slam Slum. Hans beskrivelse er bl.a. at han vejer 58 kilo, har en ligeglad stil, elsker Street fashion og hader skrankepaver. Han bor sammen med sine venner Slam og Slum i en 2-værelses junkbolig i Nordvest-kvarteret. Sammen har de dannet en rap gruppe ved navn, Boomin' Crew, hvor Slim er DJ. Han er forelsket i blondinen Dit, der arbejder på Cafe Stødersten. Han blev skabt af Jorge Ballarin og Marcelino Ballarin i 1998.
Han optrådte også i spillefilmen, Slim Slam Slum, baseret på brødrenes tegneserie og instrueret af brødrene. I filmen bliver han spillet af Thure Lindhardt.